# Paul Hutin-Desgrées
Pour les articles homonymes, voir Hutin et Desgrées du Loû.
Paul Hutin-Desgrées est un journaliste, patron de presse et homme politique français, né le 21 octobre 1888 à Bovée (Meuse) et mort le 25 mars 1975 au Rheu (Ille-et-Vilaine).

## Biographie

### Origine familiale
Né le 21 octobre 1888, Paul Hutin est issu d'une famille nombreuse, catholique, d'exploitants agricoles et d'artisans fromagers meusiens, troisième de 13 enfants, il est le fils d'Henri Hutin, maire de Bovée-sur-Barboure de 1912 à son décès en 1932 et conseiller d'arrondissement. Elève d'un collège des jésuites, il a suivi des études supérieures à Paris, à la faculté des lettres de l'université de Paris et à l'École libre des sciences politiques.

### Ancien combattant de la «Grande Guerre»
Réformé, il s'engage cependant dans le bataillon de chasseurs d'Émile Driant, le 59e bataillon de chasseurs à pied. Il est blessé au front à deux reprises, en décembre 1914 et à Verdun. Il est promu sergent, reçoit la médaille militaire et la croix de guerre, et est six fois cité, notamment pour son courage lors de la bataille du Bois des Caures près de Verdun. Il reçoit la croix de la Légion d'honneur en 1936 au titre de combattant volontaire.
Vice-président fondateur (1919) de la Fédération des combattants volontaires, installé à Rennes après son mariage en 1926 et devenu secrétaire général de L'Ouest-Éclair, il met en place dans la seconde moitié des années 1930 et préside la Fédération des engagés et volontaires de l'Ouest. Il est aussi vice-président de la Fédération de l'Ouest des anciens chasseurs à pied.

### Journaliste engagé dans la Meuse et dans l'Ouest
Après s'être occupé un temps de fromageries, avec son frère Jules dans la Marne, ensuite seul en Haute-Marne puis en Haute-Saône, il achète en 1922 un hebdomadaire de Bar-le-Duc, L'Echo de l'Est, porte-parole de la droite patriote, animée par l'esprit ancien combattant, et en devient le co-directeur avec son frère cadet Henri Hutin, industriel fromager et maire de Lacroix-sur-Meuse.
Par son mariage le 23 novembre 1926 avec Magdeleine Desgrées du Loû, il devient le gendre du fondateur de L'Ouest-Éclair, Emmanuel Desgrées du Loû, qui l'embauche en 1930 dans son quotidien, en tant que secrétaire général. Il signe quelques rares articles et s'occupe surtout des relations avec les associations, des ventes et de la promotion du journal, et du tour cycliste organisé par le quotidien. Il s'impose à son poste et devient un pilier du quotidien. Il demeure éditorialiste politique et co-directeur de l'Echo de l'Est,.
Catholique pratiquant, patriote, il soutient des positions politiques qui le rangent dans le camp de la « droite nationale » avant 1939, comme l'attestent ses articles dans L'Écho de l'Est ou bien son soutien apporté aux Jeunesses patriotes, à la Solidarité française. En 1934, lors d'une élection législative partielle à Verdun, il est candidat « antiparlementaire », « républicain indépendant de redressement national et paysan ». Il est battu au second tour dans la circonscription modérée de Verdun par Gaston Thiébaut, radical-socialiste, à la suite d'une élection triangulaire, au maintien de deux candidats sollicitant les mêmes voix, Hutin et le fils du précédent député, plus modéré. Paul Hutin bénéficiait pourtant de l'appui de l'Union catholique locale, du général Édouard de Castelnau de la Fédération nationale catholique, d'Henri de Kérillis et de son Centre de propagande des républicains nationaux, et des Jeunesses patriotes,. Il est ensuite membre du groupement local d'élus et de notables modérés, le Centre républicain meusien, et il soutient les Croix-de-feu.
Au lendemain des Accords de Munich de 1938, conscient du danger allemand, il écrit dans l'Écho de l'Est: « Laissons les grands tireurs de ficelles de Moscou, laissons, laissons vite M. Pierre-Étienne Flandin et ses étranges audaces lesquelles redonnaient l'espérance aux chiens de guerre de Berlin (...). Il y avait un problème un : s'opposer ou céder à l'impérialisme germain, s'opposer en sacrifiant des millions d'hommes (...) ou céder en trahissant des engagements (...). Les (accords de Munich) ont sauvé temporairement la paix et sauvé partiellement l'honneur (...). Mais de grâce pas de fleurs et pas de drapeaux ! Cette paix est payée de trop de larmes là-bas (...). Ce jour où le Père Clemenceau tremble de froid et de honte, ce jour où - oui, Kerillis, que nous avons écouté avec émotion -, Sedan s'ajoute à Sadowa et se couronne de l'aube de honte et de feu d'un Charleroi diplomatique (...) ». Lui qui vient de voyager en Allemagne se dit conscient de « l'avenir qui se prépare inexorable et terrible ». Il en réduit à espérer un « miracle » et à condamner toute opposition au gouvernement d'union nationale car ce serait « faire le jeu de Staline et d'Hitler ». Il explique cet échec par les « aboutissants du parlementarisme » et de la politique.
En 1940, à l'approche des Allemands à Rennes, il quitte son poste au journal L'Ouest-Éclair et tente, vainement, de rejoindre l'Angleterre le 17 juin 1940. Patriote plutôt que résistant, il refuse de cautionner la reparution du quotidien sous le joug des Allemands et se retire à Saint-Pabu, village de la commune d'Erquy (Côtes-du-Nord) en Armor. Toutefois, il demande en 1941, avec le soutien de sa belle-mère, à être réintégré au conseil d'administration de l’Ouest-Éclair, mais son dirigeant, Jean des Cognets, refuse car le quotidien appuie le régime de Vichy et la collaboration.
Le 22 mars 1943, il est dénoncé aux Allemands par un agent de la Gestapo (Maurice Zeller) pour « propagande gaulliste ». Il est arrêté le 21 mai 1943 et transféré à la prison Jacques-Cartier de Rennes. Il est cependant libéré un mois plus tard. Il entre ensuite dans la clandestinité.

### Directeur-fondateur du quotidienOuest-France

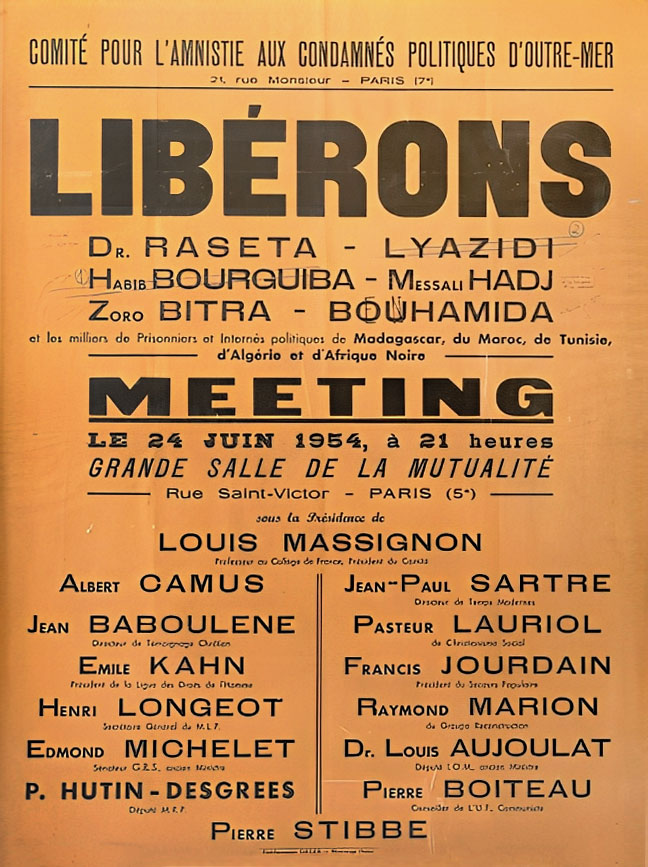
Meeting pour la libération des prisonniers et internés politiques de Madagascar, du Maroc, de Tunisie, d’Algérie et d’Afrique Noire, en présence de P. Hutin-Desgrées, 24 juin 1954

À la libération, il fonde avec son beau-frère François Desgrées du Loû[source insuffisante] le quotidien Ouest-France, sur les cendres de l'Ouest-Éclair, interdit par les nouvelles autorités. Il revient dans les locaux de ce quotidien le 4 août 1944, alors que Jean des Cognets et d'autres dirigeants du journal sont emprisonnés. Ouest-France paraît 3 jours plus tard pour la première fois.
Pour faire accepter son journal par les autorités parisiennes issues de la résistance, il a bénéficé de l'appui d'Émilien Amaury, qui fait partie des nouveaux sociétaires de la SARL possédant le journal, fondé en septembre 1944, aux côtés de personnalités d'un nouveau parti politique, le MRP démocrate-chrétien, comme Georges Bidault, Pierre-Henri Teitgen, ministre de l'information de septembre 1944 à mai 1945, Maurice Schumann, ou Francisque Gay. Son beau-frère François Desgrées du Loû, directeur général-adjoint du quotidien de 1944 à 1965, et son frère Henri Hutin, résistant, membre du Comité de libération de la Meuse, font aussi partie des sociétaires originels.
Hutin, qui signe désormais ses éditoriaux sous le nom d'Hutin-Desgrées, est le directeur général du nouveau quotidien et le reste jusqu'en 1965. Ses éditoriaux valorisent la patrie, l'Église, la famille, la morale, la construction européenne et dénigrent le communisme et les ambitions des politiciens. Il critique aussi le système politique de la IVe République et l'instabilité gouvernementale, dans ses éditoriaux et à la Chambre des députés,,,. « Chaque chute gouvernementale brise quelque chose dans l'État », écrit-il ainsi en 1953.
En 1950, il demande un geste de clémence à l'égard du maréchal Pétain dans son éditorial. En 1966, pour le cinquantième anniversaire de la bataille de Verdun, il plaide pour l'inhumation du maréchal à Douaumont.
Il a appuyé le général de Gaulle à partir de 1958,, mais avec des réserves,,. Il a critiqué les ultras de l'Algérie française, et fait partie du comité de patronage de l'Association de solidarité des journalistes contre l'OAS.
Avant son départ en retraite pour raison de santé en 1965, il propose un élargissement du conseil de gérance, qui provoque un conflit entre les familles Hutin et Degrées du Lou, entre deux cogérants de la SARL possédant Ouest-France, l'un des fils de Paul Hutin, François-Régis Hutin, nommé directeur général-adjoint en 1965 puis P-DG d’Ouest-France, et François Desgrées du Lou, qui espérait succéder à Paul Hutin. Louis Estrangin lui succède comme directeur général.
Paul Hutin est aussi président de la caisse de retraite de la presse française de 1947 à 1965.

### Député de 1946 à 1956
Humaniste et pro-européen, il est député MRP du Morbihan de 1946 à 1956. Son nom reste attaché à l'abrogation, le 16 mai 1950, de la loi du 22 juin 1886 qui frappait d'exil les membres des familles ayant régné sur la France.
Il ne se représente pas en 1956 pour protester contre l'instabilité gouvernementale.

## Décorations
Paul Hutin-Desgrées a reçu les décorations suivantes :
- Commandeur de la Légion d'honneur
- Médaille militaire
- Croix de guerre 1914-1918
- Croix de guerre 1939-1945
- Médaille de la Résistance française
- Croix du combattant volontaire 1914-1918
- Croix du combattant volontaire de la guerre de 1939-1945